# 山田治雄
山田 治雄（やまだ はるお、1927年〈昭和2年〉5月15日 - 2022年〈令和4年〉7月1日）は、日本の政治家、行政書士。熱海市議会議員（12期）。日本最年長の市議会議員として知られていた。

## 経歴

### 前史
1927年（昭和2年）、静岡県田方郡熱海町（現在の熱海市）に生まれる。生家は現在「かんぽの宿 熱海」が建っている場所にあった。熱海町立熱海尋常高等小学校（現在の熱海市立第一小学校）を卒業後、旧制中学校に当たる帝京商業学校（現在の帝京大学中学校高等学校）へ入学する。なお、中日の監督などを務めた杉下茂は山田の2年先輩にあたる。
その後、1943年（昭和18年）8月に役所の兵事課に入隊を申し出て、同年10月に三重海軍航空隊を受験する。1944年（昭和19年）4月に甲種飛行予科練習生の第14期（1次）として奈良県天理市にあった三重海軍航空隊奈良分遣隊へ入隊した。
1945年（昭和20年）5月3日に茨城県の土浦海軍航空隊へ転属になり、小型モーターボートの先に爆薬をつけて体当たりする特攻を行う震洋特別攻撃隊要員に選抜される。特攻に向けて訓練を行うも、同年6月13日には臨時列車で現在の福岡県糸島市にあった海軍航空隊玄海基地へ移動となった。その後、7月25日に震洋特別攻撃隊の基地がある長崎へ移動するよう転勤命令が出ていたが、その5日前に命令が取り消され、今度は本土決戦に向けた特攻の対戦車訓練に入り、そのまま終戦を迎えた。

### 政治家の道へ
戦後復員して熱海に帰ってきた際に、2番目の兄が戦死したことが告げられた。山田にとって2番目の兄が一番仲が良かった兄弟であったことから「敗戦より、兄の死のショックがいまだに忘れられない。」と回顧している。戦後は農業に従事し、後に建設会社に勤務する。また、サツマイモの集荷地で配給の調整などをやらされたことがきっかけに、そこでの働きが地元農家に評価されて農業委員会制度が発足した1951年（昭和26年）に農業委員に選ばれた。以来、通算35年農業委員を務めた。
1952年（昭和27年）には労働者農民党に入党し、1957年（昭和32年）に労働者農民党が解党した際には日本社会党へ移籍する。社会党入党後は「裏方」として政治活動に携わっていた。しかし、1975年（昭和50年）になり第一次石油ショック直後で熱海市の景気が落ち込んでいるのを見て、当時日本社会党熱海市支部の書記長を務めていた山田は「こんな時こそ役割をはたさねば」と熱海市議選に立候補、初当選を果たした。1987年（昭和62年）5月20日から1988年（昭和63年）7月8日には第52代熱海市議会副議長、1992年（平成4年）7月6日から1993年（平成5年）7月6日には第61代熱海市議会議長も務めた。当選以来、議長や副議長だった時期を除いて、市議会で年4回ある一般質問では欠かさず質問に立っている。

### 日本最年長の市議会議員として
全国市議会議長会が2018年（平成30年）8月時点で実施した調査により、山田が全国最高齢の市議会議員であることが判明し注目を集めた。2019年（平成31年）4月に行われた第19回統一地方選挙においても山田は12回目の当選を果たしその記録を継続し続けている。また、この統一地方選により山田より8か月年下で、当時91歳であった高松昭三が佐賀県鹿島市議会議員選挙で初当選を果たす。新聞で共に最高齢当選であった高松のことを知り、山田は「90歳を超えて新しいことに挑戦するのは素晴らしい」と激励の手紙を送ったことから交流が始まり、高松が行政視察のために熱海市へ訪問するなど親交が続いた。
2022年（令和4年）6月に行われた熱海市議会でも一般質問に立ち、土石流災害に罹災した伊豆山地区の復興に関し質疑を行った。しかし、6月29日の市議会本会議前に体調を崩し、ドクターヘリで静岡県伊豆の国市にある順天堂大学医学部附属静岡病院に搬送されて心筋梗塞の治療を受けていたが、7月1日0時30分に死去。95歳没。死没日をもって従五位に叙され、旭日小綬章を追贈された。

## 活動

### 約91億円の未使用水道料の指摘
2008年（平成20年）6月25日に行われた市議会において、山田は熱海市が県営水道からの取水する水道料のうち、未使用分の料金が供給開始された1975年（昭和50年）から2007年（平成19年）の32年で約91億4千万円支払われていたことを明らかにした。熱海市は水道が使っていても使わなくても料金が一定である「責任水量制」で日量6万トン分の料金を支払っていたが、直近5か年の取水量を見ても平均日量は約3万5千トンであり、未使用の約2万5千トン分も合わせて水道料を払い続けていたことが原因である。また、将来人口予測も実態よりも過大に見積もっていたことも影響していると山田は指摘した。

### 伊豆山土石流災害における原因究明
2021年（令和3年）7月3日に発生した熱海市伊豆山土石流災害において、山田は橋本一実市議とともに、市に対して盛り土の関係資料を請求し質問状も提出した。しかし、市の返答は主要部分が理由を示されておらず無回答だった。そのため、山田は「議員活動を妨げ、正常な議会運営に支障を来す。これでは市民の疑問に答えられない」として、同年9月11日までに山田橋本両氏で、伊豆山の大規模土石流の原因究明や被害拡大を招いた盛り土に関する調査を行う百条委員会の設置を市議会に申し入れた。